# Frank Neuschulz
Frank Neuschulz (* 19. Mai 1954 in Lüchow; † 27. August 2008 in Windhoek) war ein deutscher Ornithologe und Naturschützer. Seit 1993 war er Leiter des Biosphärenreservats Flusslandschaft Elbe-Brandenburg und seit 2005 Leiter des Naturschutzes bei der Deutschen Umwelthilfe.

## Leben
Neuschulz wuchs am Rande der Elbtalaue im Landkreis Lüchow-Dannenberg auf. Er interessierte sich bereits zu Schulzeiten für Ornithologie, engagierte sich in der avifaunistischen Arbeitsgemeinschaft Lüchow-Dannenberg und veröffentlichte mehrere Siedlungsdichteuntersuchungen und Gebietsmonografien.
Er studierte Biologie in Basel und Hamburg und arbeitete seit 1980 als biologischer Gutachter. Im Rahmen seiner 1988 veröffentlichten Dissertation untersuchte er auf zwei Probeflächen in Lüchow-Dannenberg die Synökie zwischen Sperbergrasmücke und Neuntöter. Diese Arbeit wurde 1989 mit dem Werner-Sunkel-Förderpreis der Deutschen Ornithologen-Gesellschaft ausgezeichnet. 1986 und 1989 gab Neuschulz im Eigenverlag einen Bildband über die Elbtalaue heraus, zu dem er auch zahlreiche Fotografien beisteuerte. In der Dummeniederung leitete er seit 1990 für den BUND ein Projekt zum Schutz von Feuchtwiesen, das sich u. a. durch den Verkauf von „Kräuter- und Qualitätsheu“ finanziert.
Seit der Öffnung der innerdeutschen Grenze engagierte sich Neuschulz für den länderübergreifenden Naturschutz im Bereich der Elbe und initiierte die Idee eines Elbe-Nationalparks. Diese wurde schließlich in Form des Biosphärenreservats Flusslandschaft Elbe verwirklicht. Seit 1993 war er bei der Landesanstalt für Großschutzgebiete des Landes Brandenburg angestellt und leitete die Verwaltung des Brandenburgischen Teils – das Biosphärenreservat Flusslandschaft Elbe-Brandenburg.
2005 wechselte Neuschulz zur Deutschen Umwelthilfe, wo er das Referat Naturschutz leitete und sich vor allem für die Erhaltung und Renaturierung deutscher Flusslandschaften einsetzte.
Im August 2008 starb er überraschend auf einer Reise in Namibia. Er hinterließ eine Frau und zwei Töchter.

## Werke (Auswahl)
- F. Neuschulz: Zur Synökie von Sperbergrasmücke und Neuntöter, Lüchow-Dannenberger Ornithologische Jahresberichte, Band 11, 1988, ISBN 3-926322-05-5

## Belege
- Wilhelm Meier-Peithmann: Nachruf auf Dr. Frank Neuschulz (1954 – 2008), Avifaunistische Arbeitsgemeinschaft Lüchow-Dannenberg e.V. (AAG), PDF, abgerufen am 22. Juni 2011
- Nachruf der Deutschen Umwelthilfe, abgerufen am 22. Juni 2011
- DUHwelt – Das Magazin der Deutschen Umwelthilfe, 3/2008, Nachruf und zwei Beiträge von F. Neuschulz, PDF, abgerufen am 22. Juni 2011
- Wiesenschutzprojekt Dummeniederung bei Reginet, abgerufen am 22. Juni 2011

| Personendaten    | Personendaten                           |
| ---------------- | --------------------------------------- |
| NAME             | Neuschulz, Frank                        |
| KURZBESCHREIBUNG | deutscher Ornithologe und Naturschützer |
| GEBURTSDATUM     | 19. Mai 1954                            |
| GEBURTSORT       | Lüchow                                  |
| STERBEDATUM      | 27. August 2008                         |
| STERBEORT        | Windhoek, Namibia                       |